# Петер Дуе
Петер Дуе (дан. Peter Due, 22 вересня 1947) — данський яхтсмен.
Срібний призер Олімпійських Ігор 1980 року в класі Торнадо, учасник 1976 року.